# Eleccions legislatives moldaves de 2001
Les eleccions legislatives moldaves de 2001 se celebraren el 25 de febrer de 2001 per a renovar els 101 diputats del Parlament de Moldàvia. El partit més votat fou el Partit dels Comunistes de la República de Moldàvia, que va obtenir majoria absoluta i Vasile Tarlev fou nomenat primer ministre de Moldàvia.

## Antecedents
L'Aliança per a la Democràcia i les Reformes, el primer govern de coalició en la història de Moldàvia es va formar com a resultat de negociacions complexes després de les eleccions legislatives moldaves de 1998, format per la Convenció Democràtica de Moldàvia (26 diputats), pel Moviment per una Moldàvia Pròspera i Democràtica (24 diputats), i el Partit de les Forces Democràtiques (11 diputats).
L'activitat del segon govern d'Ion Ciubuc (22 de maig de 1998- 1 de febrer de 1999), del govern interí de Serafim Urechean (5-17 de febrer de 1999), i del govern d'Ion Sturza (19 de febrer-9 de novembre 1999) es van caracteritzar per la inestabilitat política crònica, el que va impedir un programa de reformes coherent. El Front Popular Democristià va votar amb el Partit dels Comunistes de la República de Moldàvia la destitució del govern de Sturza el 9 de novembre de 1999. Els desacords que van aparèixer dins de l'Aliança per la Democràcia i les Reformes van causar un cert grau de descontentament amb la distribució d'escons, i això va conduir a la seva desintegració.

## Resultats
Resultats de les eleccions al Parlament de la República de Moldàvia de 25 de febrer de 2001.
| Partits i coalicions | Partits i coalicions                                      | Vots      | %     | Escons |
| -------------------- | --------------------------------------------------------- | --------- | ----- | ------ |
|                      | Partit dels Comunistes de la República de Moldàvia (PCRM) | 794,808   | 50.07 | 71     |
|                      | Bloc Electoral Alianţa Braghiş (BEAB)                     | 212,071   | 13.36 | 19     |
|                      | Partit Popular Democristià (PPCD)                         | 130,810   | 8.24  | 11     |
|                      | Partit pel Renaixement i la Reconstitució (PRC)           | 91,894    | 5.79  | —      |
|                      | Partit Democràtic de Moldàvia                             | 79,757    | 5.02  | —      |
|                      | Partit Nacional Liberal (PNL)                             | 44,548    | 2.81  | —      |
|                      | Partit Socialdemòcrata de Moldàvia (PSDM)                 | 39,247    | 2.47  | —      |
|                      | Independents i altres                                     | 194,122   | 12.23 | —      |
|                      | Total (participació 67,52%)                               | 1.587.257 | 100%  | 101    |
| Font: alegeri.md     |                                                           |           |       |        |